# Estátua do bispo D. Marcelino Franco
Estátua erguida em homenagem ao Bispo do Algarve D. Marcelino Franco, situada na Praça da Alagoa, da cidade de Tavira. Este monumento foi inaugurado em 17 de Abril de 1971.